# Mohamad Agha
Mohamad Agha är ett distrikt i Afghanistan. Det ligger i provinsen Logar, i den östra delen av landet, 40 km söder om huvudstaden Kabul.
Distriktet beräknades år 2022 ha cirka 88 000 invånare.